# سانتوس مونتانو
سانتوس مونتانو (انگلیسی: Santos Montano؛ ) طبل‌زن است. وی از سال ۱۹۹۵ میلادی تاکنون مشغول فعالیت بوده است.